# Potamocorbula
Genre
Potamocorbula est un genre de mollusques bivalves de la famille des Corbulidae dont les espèces se rencontrent en eaux douces, saumâtres ou marines.

## Systématique
Le genre Potamocorbula a été créé en 1955 par le malacologiste japonais Tadashige Habe (d) (1916-2001). 

## Liste d'espèces
Selon World Register of Marine Species (27 août 2021) :
- Potamocorbula adamsi (Tryon, 1869)
- Potamocorbula adusta (Reeve, 1844)
- Potamocorbula amurensis (Schrenck, 1861)
- Potamocorbula fasciata (Reeve, 1843)
- Potamocorbula laevis (Hinds, 1843)
- Potamocorbula nimbosa (Hanley, 1843)
- Potamocorbula rubromuscula Q.-Q. Zhuang & Y.-Y. Cai, 1983